# Campeonato Mundial de Boxeo Aficionado de 2001
El XI Campeonato Mundial de Boxeo Aficionado se celebró en Belfast (Reino Unido) entre el 3 y el 10 de junio de 2001 bajo la organización de la Asociación Internacional de Boxeo (AIBA) y la Asociación Irlandesa de Boxeo Aficionado.
Las competiciones se realizaron en la Odyssey Arena de la capital norirlandesa.

## Medallistas
| Evento                | Oro                         | Plata                           | Bronce                                                        |
| --------------------- | --------------------------- | ------------------------------- | ------------------------------------------------------------- |
| Minimosca (48 kg)     | Yan Bartelemy · Cuba        | Marian Velicu · Rumania         | Ronald Siler Estados Unidos Harry Tañamor Filipinas           |
| Mosca (51 kg)         | Jérôme Thomas Francia       | Volodymyr Sydorenko · Ucrania   | Alexandar Alexandrov · Bulgaria Gueorgui Balakshin · Rusia    |
| Gallo (54 kg)         | Guillermo Rigondeaux · Cuba | Ağası Agagüloğlu Turquía        | Serhi Danylchenko · Ucrania Elio Rojas · República Dominicana |
| Pluma (57 kg)         | Ramaz Paliani Turquía       | Galib Dzhafarov · Kazajistán    | Majid Jelili · Suecia Joni Turunen · Finlandia                |
| Ligero (60 kg)        | Mario Kindelán · Cuba       | Volodymyr Kolesnyk · Ucrania    | Alexandr Maletin · Rusia Filip Palić · Croacia                |
| Superligero (63,5 kg) | Diógenes Luna · Cuba        | Dimitar Shtilianov Bulgaria     | Willy Blain · Francia Yuri Zolotov · Ucrania                  |
| Wélter (67 kg)        | Lorenzo Aragón · Cuba       | Anthony Thompson Estados Unidos | Sherzod Husanov Uzbekistán James Moore Irlanda                |
| Semimedio (71 kg)     | Damián Austin · Cuba        | Marian Simion · Rumania         | Ciro Di Corcia · Italia Bülent Ulusoy · Turquía               |
| Medio (75 kg)         | Andrei Gogolev · Rusia      | Oʻtkirbek Haydarov Uzbekistán   | Yordanis Despaigne · Cuba Carl Froch · Inglaterra             |
| Semipesado (81 kg)    | Yevgueni Makarenko · Rusia  | Viktor Perun · Ucrania          | John Dovi · Francia Claudio Rîșco · Rumania                   |
| Pesado (91 kg)        | Odlanier Solís · Cuba       | David Haye Inglaterra           | Sultan Ibraguimov · Rusia Viacheslav Uzelkov · Ucrania        |
| Superpesado (+91 kg)  | Ruslan Chagayev Uzbekistán  | Olexi Mazikin · Ucrania         | Vitali Boot · Alemania Pedro Carrión · Cuba                   |

## Medallero
| Núm. | País                 | Oro | Plata | Bronce | Total |
| ---- | -------------------- | --- | ----- | ------ | ----- |
| 1    | Cuba                 | 7   | 0     | 2      | 9     |
| 2    | Rusia                | 2   | 0     | 3      | 5     |
| 3    | Turquía              | 1   | 1     | 1      | 3     |
| 3    | Uzbekistán           | 1   | 1     | 1      | 3     |
| 5    | Francia              | 1   | 0     | 2      | 3     |
| 6    | Ucrania              | 0   | 4     | 3      | 7     |
| 7    | Rumania              | 0   | 2     | 1      | 3     |
| 8    | Bulgaria             | 0   | 1     | 1      | 2     |
| 8    | Estados Unidos       | 0   | 1     | 1      | 2     |
| 8    | Inglaterra           | 0   | 1     | 1      | 2     |
| 11   | Kazajistán           | 0   | 1     | 0      | 1     |
| 12   | Alemania             | 0   | 0     | 1      | 1     |
| 12   | Croacia              | 0   | 0     | 1      | 1     |
| 12   | Filipinas            | 0   | 0     | 1      | 1     |
| 12   | Finlandia            | 0   | 0     | 1      | 1     |
| 12   | Irlanda              | 0   | 0     | 1      | 1     |
| 12   | Italia               | 0   | 0     | 1      | 1     |
| 12   | República Dominicana | 0   | 0     | 1      | 1     |
| 12   | Suecia               | 0   | 0     | 1      | 1     |
|      | TOTAL                | 12  | 12    | 24     | 48    |